# Stanley (Falklandy)
Stanley (dawniej Port Stanley, nazwa argentyńska: Puerto Argentino) – stolica Falklandów (Malwinów) leżąca na wyspie Falkland Wschodni, nad Atlantykiem. Liczy 2227 mieszkańców (2010). Jest to port handlowy (wywóz wełny oraz skór) i rybacki. W mieście jest lotnisko.